# Liste der Mitglieder der Landstände von Waldeck 1816–1825
Diese Liste nennt die Mitglieder der Landstände von Waldeck 1816–1825.

## Einleitung
Rechtsgrundlage für die Landstände war die Landständische Verfassungsurkunde für das Fürstentum Waldeck vom 19. April 1816, der sogenannte Landesvertrag. Danach bestanden die Landstände wie bisher aus den Besitzern der Rittergüter (Ritterschaft) und den Vertretern der Städte. Hinzu kamen 10 Vertreter des Bauernstandes (je Justizoberamt wurden zwei auf Lebenszeit gewählt) und ein Vertreter der Stadt Arolsen. Die Liste nennt die Abgeordneten zwischen dem 19. April 1816 (dem letzten Tag des 1816er Landtags) und dem 21. März 1825 (dem Tag der Eröffnung des 1825er Landtags). In dieser Zeit fanden keine Landtagssitzungen statt. Alle Beschlüsse wurden im Umlaufverfahren getroffen.

## Liste
Die Mitglieder waren:
| Abgeordneter                               | Wohnort                       | Stand                       | Anmerkungen |
| ------------------------------------------ | ----------------------------- | --------------------------- | --- |
| Franz Alban                                | Züschen                       | kleinere Städte             | Eingetreten im Herbst 1821 für Nicolaus Althoff. Ausgeschieden im Herbst 1823. Nachfolger war Franz Nicolaus Althoff |
| Nicolaus Althoff                           | Züschen                       | kleinere Städte             | Ausgeschieden im Herbst 1821. Nachfolger war Franz Alban. Eingetreten im Herbst 1823 für Franz Alban |
| Carl Bauer                                 | Niederwildungen               | Stadtsekretär               | Eingetreten am 12. November 1824 als Nachfolger von Louis Seehausen. Ab Herbst 1824 als Bürgermeister von Niederwildungen auch Nachfolger von Heinrich Schalck |
| Theodor Beinhauer                          | Rhoden                        | kleinere Städte             | Ausgeschieden Anfang 1818. Nachfolger war Wilhelm Schaake |
| Johann Jacob Böhle                         | Sachsenberg                   | kleinere Städte             | Anfang 1825 als Nachfolger von Henrich Daniel Schneider eingetreten |
| Johann Ludwig von Bourscheid               | auf Nordenbeck                | Ritterschaft                | eingetreten 1822 |
| Christian Ludwig Bürgener                  | Fürstenberg                   | kleinere Städte             | Im Herbst 1821 als Nachfolger von Friedrich Mitze eingetreten |
| Friedrich Ludwig Buhl                      | Korbach                       | Bürgermeister               | Ausgeschieden 1822. Nachfolger wurde Dr. Carl Wigand |
| Christian Curtze                           | Helmscheid                    | Bauernstand (OJA Eisenberg) | Eingetreten im Frühjahr 1817 |
| Alexander Felix von Dalwigk zu Lichtenfels | auf Züschen                   | Ritterschaft                | Landstand ab 1810. |
| Carl Friedrich von Dalwigk                 | auf Campf und Sand            | Ritterschaft                | Landstand ab 1810. Am 9. Februar 1825 verstorben. Der Nachfolger Alexander von Dalwigk trat erst 1832 in die Landstände |
| Conrad Döhne                               | Sachsenhausen                 | kleinere Städte             | Ließ sich 1816 teilweise durch Wilhelm Müller vertreten. Schied 1820 aus. Nachfolger wurde Andreas Weber. Trat Herbst 1822 als Nachfolger von Andreas Weber erneut ein und schied am 4. Oktober 1823 für Johannes Justus Söhne erneut aus |
| Christian Philipp Esau                     | Mengeringhausen               | Bürgermeister               | Er war bereits bis 1793, 1808 bis 1809 und nun ab 1815 Landstand |
| Georg Heinrich Freund                      | Fürstenberg                   | kleinere Städte             | Ausgeschieden im Herbst 1816. Nachfolger war Heinrich Georg Knipp |
| Werner von Gaugreben                       | auf Goddelsheim I             | Ritterschaft                | Schied 1817 aus. Der Nachfolger, Carl Weiß, trat erst am 21. Mai 1825 ein |
| Heinrich Gercke                            | Rhoden                        | kleinere Städte             | Anfang 1823 als Nachfolger von Johannes Schumann eingetreten. Am 10. März 1824 ausgeschieden. Nachfolger wurde Wilhelm Schaake. |
| Jost Gleisner                              | Altwildungen                  | kleinere Städte             | Ab dem 18. Oktober 1824 für Ludwig Osterhold |
| Johannes Göbert                            | Braunau                       | Bauernstand (OJA Eder)      | Eingetreten August/September 1817 |
| Henrich Graf                               | Nieder-Waroldern              | Bauernstand (OJA Twiste)    | Eingetreten im Frühjahr 1817 |
| Henrich Christian Graubner                 | auf Adorf                     | Ritterschaft                | Eingetreten am 16. Juni 1817 |
| Heinrich Gröticke                          | Schmillinghausen              | Bauernstand (OJA Diemel)    | Eingetreten im Frühjahr 1817 |
| Wilhelm von Hadel                          | Landau                        | kleinere Städte             | Trat im Herbst 1819 als Nachfolger von Conrad Küthe ein. Schied am 24. Januar 1824 wieder aus. Nachfolger wurde Christian Winterberg |
| Wilhelm von Hanxleden                      | auf Gershausen                | Ritterschaft                | |
| Moritz Heller                              | Niederwildungen               | Bürgermeister               | Ausgeschieden 1818. Nachfolger wurde Johannes Schaller |
| Johann Conrad Hentze                       | Waldeck                       | kleinere Städte             | Trat 1816 als Nachfolger von Christian Höhle ein. Schied im Herbst 1817 aus. Nachfolger wurde Christian Höhle. Trat am 2. Juli 1819 erneut als Nachfolger von Christian Höhle ein. Schied im September/Oktober 1819 aus. Nachfolger wurde Christian Höhle. Trat im Herbst 1823 erneut als Nachfolger von Christian Höhle ein. Schied im Herbst 1824 aus. Nachfolger wurde Christian Höhle. |
| Theodor Herwig                             | Meineringhausen               | Bauernstand (OJA Werbe)     | Eingetreten am 3. März 1817 |
| Christian Höhle                            | Waldeck                       | kleinere Städte             | Wechselte sich mit Conrad Hentze ab (für die Amtszeiten siehe dort) |
| George Ise                                 | Landau                        | kleinere Städte             | Schied im Herbst 1816 aus. Nachfolger wurde Conrad Küthe |
| Henrich Georg Knipp                        | Fürstenberg                   | kleinere Städte             | Ab Herbst 1816 für Georg Heinrich Freund. Ausgeschieden im Herbst 1817. Nachfolger wurde Friedrich Mitze |
| Wilhelm Krantz                             | Wethen                        | Bauernstand (OJA Diemel)    | Eingetreten am 30. Juni 1823 für den verstorbenen Johann Henrich Stoecker |
| Conrad Küthe                               | Landau                        | kleinere Städte             | Trat im Herbst 1816 als Nachfolger von Georg Ise ein. Schied im Herbst 1817 wieder aus. Nachfolger wurde Wilhelm von Hadel |
| Friedrich von Leliwa                       | auf Freienhagen (Burggut)     | Ritterschaft                | Landstand ab 1799 |
| Friedrich Leonhardi                        | Mengeringhausen               | Stadtsekretär               | Ab Herbst 1824 für Theodor Waldeck |
| Johann Jacob Leonhardi                     | auf Mengeringhausen (Burggut) | Ritterschaft                | Landstand ab 1781 |
| Friedrich Lippe                            | Freienhagen                   | kleinere Städte             | Ausgeschieden im Herbst 1818. Nachfolger war Adam Schweitzer |
| Adam Martin                                | Freienhagen                   | kleinere Städte             | Am 20. Oktober 1821 als Nachfolge von Johannes Steinmetz eingetreten |
| Philipp Menckel                            | Sachsenberg                   | kleinere Städte             | Ausgeschieden im Herbst 1819. Nachfolger war Henrich Daniel Schneider |
| Johann Daniel Michel                       | Bergheim                      | Bauernstand (OJA Werbe)     | Eingetreten im Frühjahr 1817 |
| Carl Theodor Milchling von Schönstadt      | auf Helmighausen              | Ritterschaft                | |
| Friedrich Mitze                            | Fürstenberg                   | kleinere Städte             | Ab dem 2. Juli 1819 als Nachfolger von Heinrich Georg Knipp. Im Herbst 1821 ausgeschieden. Nachfolger war Christian Bürgener |
| August Müller                              | auf Cappel (Arolsen)          | Ritterschaft                | Eingetreten um 1824 als Vormund von Carl Speirmann |
| Wilhelm Müller                             | Sachsenhausen                 | kleinere Städte             | 1816 zeitweise Vertreter von Conrad Döhne |
| Friedrich Neumann                          | Arolsen                       | Stadt Arolsen               | Eingetreten im Frühjahr 1817. Ausgeschieden im Februar 1824. Nachfolger war Friedrich Welle |
| Ludwig Osterhold                           | Altwildungen                  | kleinere Städte             | Ausgeschieden Herbst 1822, neu eingetreten im Februar 1823, dann ausgeschieden am 18. Oktober 1824. Nachfolger wurde Jost Gleisner |
| Carl von Padberg                           | auf Ottlar (Helmighausen)     | Ritterschaft                | Landstand ab 1810 |
| Henrich Philipp Pohlmann                   | Rhenegge                      | Bauernstand (OJA Eisenberg) | Eingetreten April/Mai 1817 |
| Jacob Rieder                               | Reinhardshausen               | Bauernstand (OJA Eder)      | Eingetreten am 4. März 1817 |
| Valentin Rode                              | Züschen                       | kleinere Städte             | Ausgeschieden Herbst 1816. Nachfolger war Nicolaus Althoff |
| Friedrich Rothe                            | Korbach                       | Stadtsekretär               | |
| Friedrich Rube                             | Korbach/Rhena                 | Ritterschaft                | Eingetreten am 10. Juli 1816 |
| Wilhelm Schaake                            | Rhoden                        | kleinere Städte             | Ab dem 2. Juli 1819 für Theodor Beinhauer. Ausgeschieden Anfang 1822. Nachfolger war Johannes Schumann. Eingetreten am 10. März 1824 als Nachfolger von Heinrich gercke. Ausgeschieden Anfang 1825. Sein Nachfolger trat er 1826 ein |
| Henrich Schalck                            | Niederwildungen               | Bürgermeister               | Landstand von 1805 bis 1816. Ausgeschieden 1816. 1822 erneut eingetreten und 1824 ausgeschieden. Nachfolger wurde Carl Bauer |
| Johannes Schaller                          | Niederwildungen               | Bürgermeister               | Eingetreten am 21. Juni 1819 als Nachfolger von Moritz Heller. Ausgeschieden Ende 1819 oder Anfang 1820. Nachfolger wurde Christian Wahl |
| Friedrich Schenck zu Schweinsberg          | auf Höhnscheid                | Ritterschaft                | Eingetreten am 3. Juli 1823 |
| Henrich Daniel Schneider                   | Sachsenberg                   | kleinere Städte             | Eingetreten im Herbst 1819 als Nachfolger von Philipp Menckel. Ausgeschieden im Herbst 1821. Nachfolger war Johann Philipp Zobel. Am 10. Dezember 1823 für Zobel erneut eingetreten. Ausgeschieden Anfang 1825. Nachfolger wurde Johann Jacob Böhle |
| Carl Schreiber                             | Wetterburg                    | Bauernstand (OJA Twiste)    | Eingetreten im Frühjahr 1817 |
| Daniel Schreiber                           | auf Lengefeld (Eilhausen)     | Ritterschaft                | Landstand ab 1812 |
| Johannes Schumann                          | Rhoden                        | kleinere Städte             | Ab 1822 für Wilhelm Schaake. Ausgeschieden Anfang 1823. Nachfolger war Heinrich Gercke |
| Adam Schweitzer                            | Freienhagen                   | kleinere Städte             | Eingetreten 1817 für Friedrich Lippe. Ausgeschieden im Herbst 1817. Nachfolger war Johannes Steinmetz |
| Louis Seehausen                            | Niederwildungen               | Stadtsekretär               | Landstand ab 1797. Ausgeschieden Mitte 1824. Nachfolger war Carl Bauer |
| Carl August Severin                        | auf Mengeringhausen (Freigut) | Ritterschaft                | Landstand ab 1801. Aufgrund seiner wirtschaftlichen Lage (die später zum Konkurs führte) wurde er nicht auf der Liste der Landstände geführt. Erst 1835 wurde mit Wilhelm Engelhard wieder ein Besitzer des ehemaligen Gaugrebenschen Gutes als Landstand geführt |
| Justian Söhne                              | Sachsenhausen                 | kleinere Städte             | Ab dem 4. Oktober 1823 als Nachfolger von Conrad Döhne. Schied im Herbst 1824 aus. Nachfolger wurde Andreas Weber. |
| Christian Speirmann                        | auf Cappel (Arolsen)          | Ritterschaft                | |
| Johannes Steinmetz                         | Freienhagen                   | kleinere Städte             | Eingetreten am 2. Juli 1819 für Adam Schweitzer. Ausgeschieden am 20. Oktober 1823. Nachfolger war Adam Martin |
| Johann Henrich Stoecker                    | Dehausen                      | Bauernstand (OJA Diemel)    | Eingetreten am 2. Juli 1817. Verstorben am 8. Mai 1822. Nachfolger war Wilhelm Krantz |
| Georg Wagener                              | auf Schloss Reckenberg        | Ritterschaft                | Eintritt und Vereidigung am 28. März 1816 |
| Christian Wahl                             | Niederwildungen               | Bürgermeister               | Eingetreten am 19. Juni 1820 für Johannes Schaller. Ausgeschieden 1822. Nachfolger wurde Heinrich Schalck |
| Philipp Waldeck                            | auf Alt-Wildungen (Burghof)   | Ritterschaft                | Eingetreten 1819 |
| Theodor Waldeck                            | Menegringshausen              | Stadtsekretär               | Eingetreten 1816 für Theodor Waldschmidt. Ausgeschieden im Herbst 1824. Nachfolger war Friedrich Leonhardi |
| Theodor Waldschmidt                        | Mengeringhausen               | Stadtsekretär               | Landstand ab 1801. Ausgeschieden am 8. Mai 1816. Nachfolger war Theodor Waldeck |
| Andreas Weber                              | Sachsenhausen                 | kleinere Städte             | Eingetreten 1820 für Conrad Döhne. Ausgeschieden im Herbst 1822. Nachfolger wurde Conrad Döhne. Eingetreten 1824 für Johann Justus Söhne |
| Friedrich Welle                            | Arolsen                       | Stadt Arolsen               | Eingetreten am 26. Juni 1824 für Friedrich Neumann |
| Karl Wigand                                | Korbach                       | Bürgermeister               | Eingetreten am 16. Juni 1823 für Friedrich Ludwig Buhl |
| Christian Winterberg                       | Landau                        | kleinere Städte             | Eingetreten am 19. Januar 1824 für Wilhelm von Hadel. Ausgeschieden im Spätherbst 1824. Kein Nachfolger in der Wahlperiode |
| Johann Philipp Zobel                       | Sachsenhausen                 | kleinere Städte             | Eingetreten am 8. Dezember 1822 für Henrich Daniel Schneider. Ausgeschieden am 10. Dezember 1823. Nachfolger war Henrich Daniel Schneider |